# Clodomira
Clodomira är en ort i Argentina.   Den ligger i provinsen Santiago del Estero, i den norra delen av landet, 1 000 km nordväst om huvudstaden Buenos Aires. Clodomira ligger 180 meter över havet och antalet invånare är 9 043.
Terrängen runt Clodomira är mycket platt. Runt Clodomira är det ganska glesbefolkat, med 43 invånare per kvadratkilometer.. Det finns inga andra samhällen i närheten.
Omgivningarna runt Clodomira är en mosaik av jordbruksmark och naturlig växtlighet.